# 1360-е годы
1360-е (ты́сяча три́ста шестидеся́тые) го́ды по юлианскому календарю — промежуток времени с 1 января 1360 года по 31 декабря 1369 года, включающий 1360 год 6-го десятилетия   и с 1361 по 1369 годы    7-го десятилетия XIV века 2-го тысячелетия.  Они закончились 656 лет назад.

## События
- Восстание Красных повязок (1351—1368). Конец династии Юань и начало династии Мин (1368).
- Мир в Бретиньи (1360), заключённый между королём Англии Эдуардом III и дофином Франции Карлом V положил конец первому периоду Столетней войны[1]. Согласно договору, Франция лишалась трети своей территории на юго-западе и выкупала из плена короля Иоанна II за 3 млн золотых крон, Англия же обязалась не посягать далее на французский трон и Нормандию[2].
- Дмитрий Константинович (князь суздальский) прибыл во Владимир, получив у хана Науруза из Золотой Орды ярлык на великое княжество Владимирское (1360).
- Битва при Висбю (1361), датский король Вальдемар IV Аттердаг разгромил крестьянскую армию острова Готланд[3].
- Крестовый поход на Александрию (1365).
- Гражданская война в Кастилии (1366—1369).
- Литовско-московская война (1368—1372).

## Культура
- Франческо Петрарка (1304—1374), поэт . Canzoniere (1327 — ок. 1368).
- Основаны университеты: Павийский (1361), Ягеллонский (1364), Венский (1365).
- Основана Национальная библиотека Франции (1368).